# Karpatiosorbus badensis
Espèce
Classification phylogénétique
Synonymes
- Pyrus aurelia-aquensis M.F.Fay & Christenh.[2]
- Sorbus badensis Düll, 1961 nom. inval. (basionyme)[2]

Statut de conservation UICN

 VU D1 : Vulnérable
 Sorbus badensis 

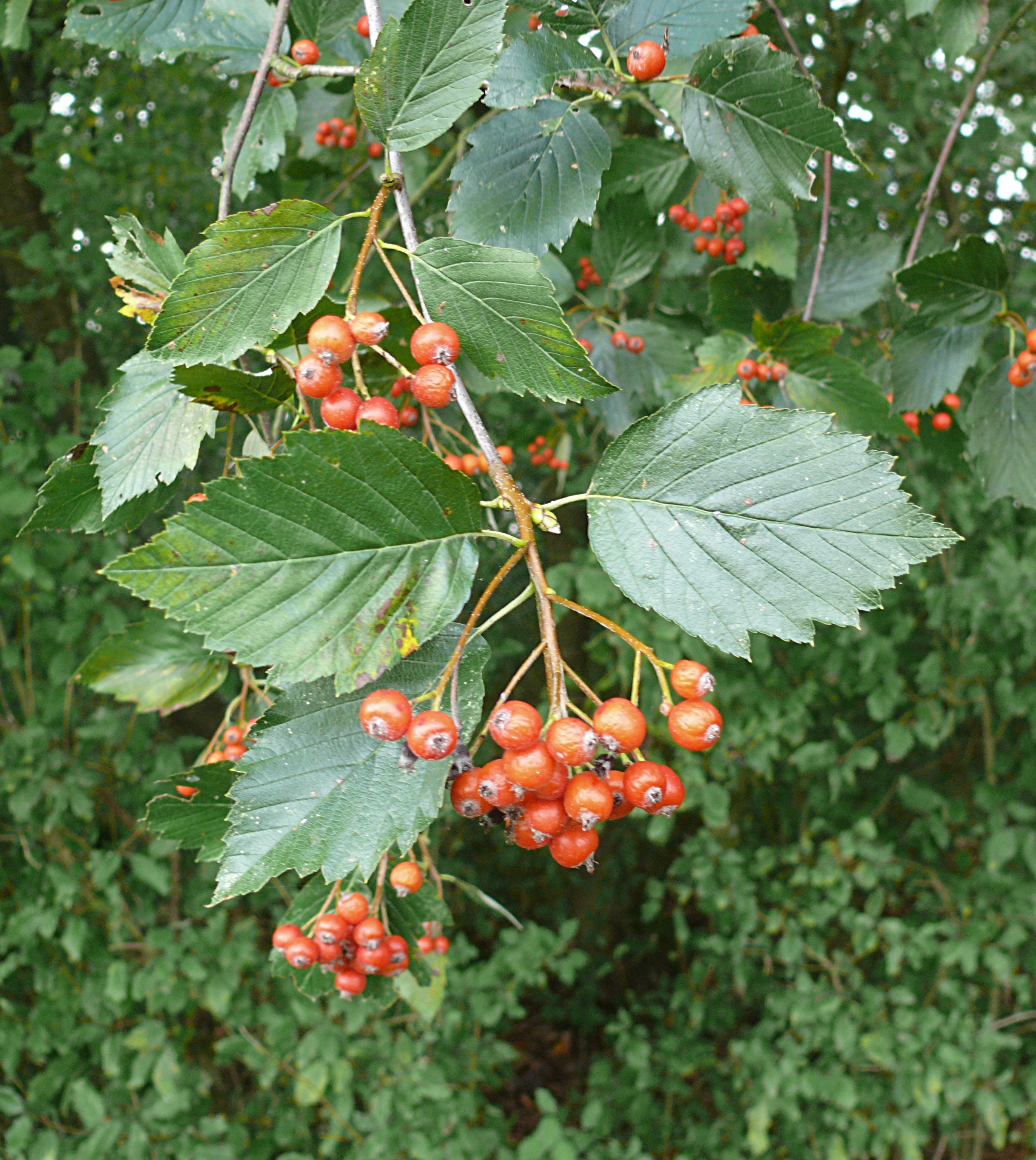
Fruits.

Karpatiosorbus badensis est une espèce de plantes à fleurs du genre Karpatiosorbus de la famille des Rosaceae.